# Schwarzmund-Feldschnecke
Die Schwarzmund-Feldschnecke (Otala lactea) ist eine landlebende Schneckenart aus der Familie der Schnirkelschnecken (Helicidae). 

## Merkmale
Das Gehäuse ist flach-konisch bis abgeflacht konisch. Es misst 15 bis 21 × 30 bis 40 mm. Die 4,5 bis 5 Windungen nehmen langsam zu. Die letzte Windung fällt zur Mündung hin aus der Spiralebene stark ab. Die Mündung ist erweitert, der Mundsaum ist umgeschlagen und stark verbreitert. Der Mundsaum und die innere Mündung sind dunkelbraun gefärbt und glänzend. Der untere Rand ist knoten- bis zahnartig verdickt. Die Außenseite ist sehr variabel gefärbt, aber meist braun, graubraun oder hellbraun gefärbt. Oft trägt es vier dunklere Spiralbänder. Der Nabel ist geschlossen und vom Mündungsrand überdeckt.
Der Weichkörper des Tieres ist graugelb, wobei der vordere Teil noch etwas dunkler ist. Die oberen Tentakeln sind lang und grau, die unteren Tentakeln relativ kurz und gelblich. Der Liebespfeil weist vier Kanten auf, die wiederum außen verbreitert sind.

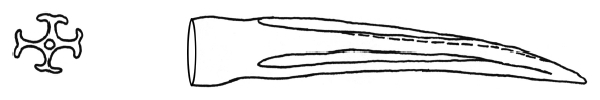
Liebespfeil

## Geographisches Vorkommen, Lebensraum und Lebensweise
Die Schwarzmund-Feldschnecke kommt im südlichen Teil der Iberischen Halbinsel, auf den Balearen und in Marokko vor. Sie lebt dort in felsigem Buschland, aber auch im offenen Gelände wie Felsheiden und Felssteppen. Inzwischen ist die Art auch nach Nordamerika, Bermuda, Kuba und Südostaustralien verschleppt worden.
Nach E. Frömming fraßen Tiere, die allerdings in Gefangenschaft gehalten wurden, am liebsten frisches Pflanzenmaterial. Im Sommer gehen die Tiere in eine mehrere Monate dauernde Sommerruhe. Dazu wird die Mündung mit einem Epiphragma verschlossen.

### Online
- AnimalBase - Otala lactea